# Bartholomäuskloster (Van)
Koordinaten: 38° 8′ 59,8″ N, 44° 12′ 46,5″ O

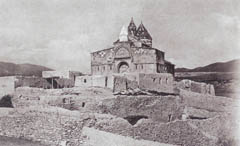
Sankt-Bartholomäus-Kloster Anfang des 20. Jahrhunderts

Das Bartholomäuskloster (armenisch Սուրբ Բարթողոմէօս Վանք) war ein im 13. Jahrhundert in der damaligen  großarmenischen Provinz Vaspurakan erbautes Kloster der Armenisch-Apostolischen Kirche im Dorf Albayrak in der Nähe von Başkale, in der Provinz Van im äußersten Südosten der heutigen Türkei. Spätestens während des Völkermords an den Armeniern ab 1915 wurde das Kloster verlassen.

## Lage
Die Klosterruine befindet sich im Armenischen Hochland auf einen Hügel in etwa 2000 Höhe. Von dem Kloster aus hat man einen direkten mit Blick auf das Tal des Großen Zap.

## Geschichte
Das Sankt-Bartholomäus-Kloster wurde nach der Überlieferung an der Stätte des Martyriums von Bartholomäus erbaut. Er soll im 1. Jahrhundert einer der Apostel gewesen sein, die das Christentum nach Armenien brachten. Zusammen mit Sankt Thaddäus wird Sankt Bartholomäus als Schutzpatron der Armenisch-Apostolischen Kirche betrachtet. Ein Klostergebäude ist erstmals 1398 inschriftlich nachgewiesen. Die Gebäude wurden 1755 und 1878 umgebaut oder restauriert. Die Klosteranlage könnte bis ins 13. Jahrhundert oder in frühchristliche Zeit zurückreichen.

## Situation (2014)
Während des Völkermords an den Armeniern kam das Kloster von 1915 bis 1916 unter die Kontrolle des türkischen Militärs und liegt seither innerhalb des Geländes einer Armeebasis. Ein Betreten des Geländes ist nicht gestattet, da es nun militärisches Sperrgebiet ist. Das Kloster wurde 1966 durch ein Erdbeben schwer beschädigt. Die Kuppel der Kirche war bis in die 1960er Jahre intakt, jedoch ist inzwischen die gesamte Struktur schwer ruiniert und die Kuppel heute verschwunden.
Die türkischen Behörden wollen das Kloster restaurieren. Die Entspannung im türkisch-kurdischen Konflikt mache nun die Öffnung des Geländes für die Öffentlichkeit möglich. Gemäß dem Leiter der Kultur- und Tourismusbehörde in Van soll die Wiederherstellung auch dazu dienen, den Fremdenverkehr in der Region in Gang zu bringen.

## Galerie

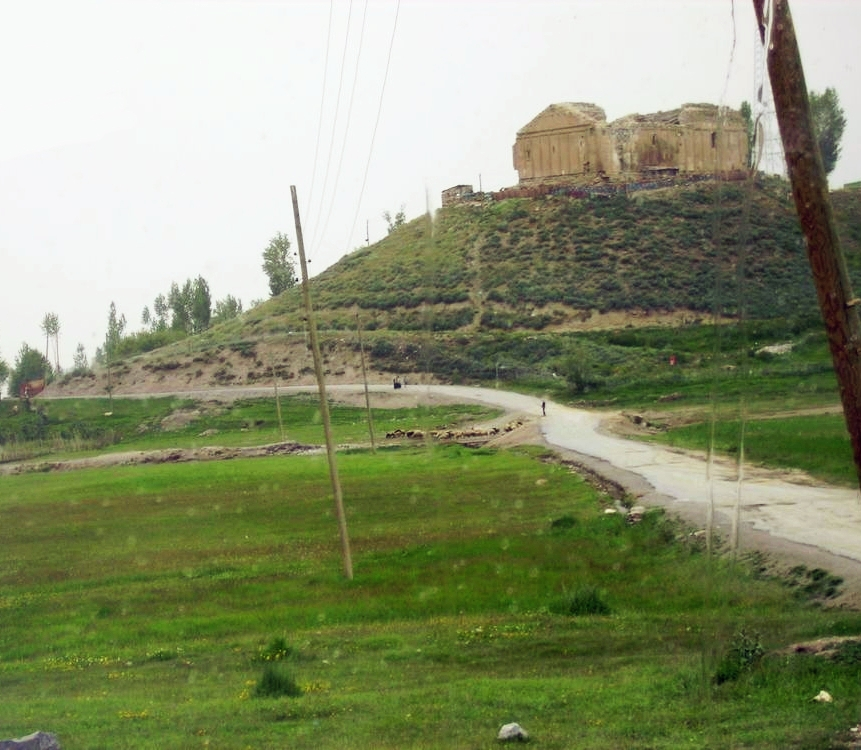
Sankt-Bartholomäus-Kloster 2009
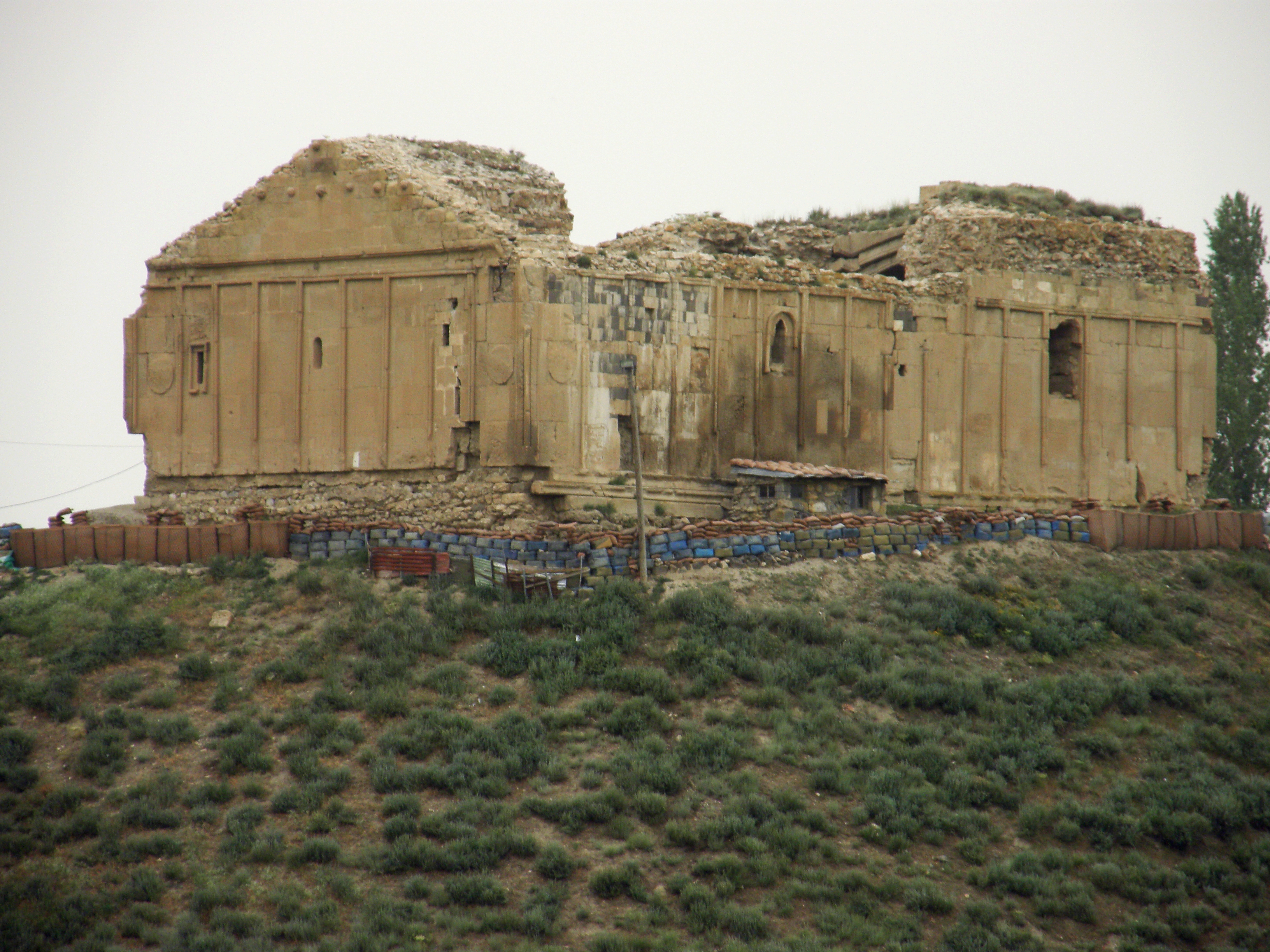
Sankt-Bartholomäus-Kloster